# Bajus
Bajus är en kommun i departementet Pas-de-Calais i regionen Hauts-de-France i norra Frankrike. Kommunen ligger i kantonen Aubigny-en-Artois som tillhör arrondissementet Arras. År 2022 hade Bajus 358 invånare.

## Befolkningsutveckling
Antalet invånare i kommunen Bajus
| Referens: INSEE |